# US Pistoiese 1921
Unione Sportiva Pistoiese 1921 – włoski klub piłkarski, mający swoją siedzibę w Pistoia, Toskania. Klub powstał w 1921 roku. Aktualnie Pistoiese gra w Serie D. Ostatni raz w Serie A klub zagrał w 1981.

## Historia
Pierwszy raz Pistolese awansowało do Serie B w drugiej połowie lat 70. W 1980 klub awansował do Serie A. Mimo obecności w kadrze tak doświadczonych piłkarzy jak Marcello Lippi i Mario Frustalupi Pistolese już w swoim pierwszym sezonie w I lidze zajęło ostatnie miejsce w tabeli i spadło do Serie B. Klub już nigdy nie zagrał ponownie w Serie A. W Serie B Pistolese grało do 1984, a następnie w latach 1995–1996 i 1999–2002. Od 2002 występuje w Serie C1/B.

## Stroje
Klubowe barwy A.C. Pistoiese to pomarańczowy i niebieski, czyli takie, jakie występują w herbie drużyny. Stroje Domowe drużyny Pistoiese mają kolor pomarańczowy, natomiast uniformy wyjazdowe są białe.